# Moše Dajan
Moše Dajan (hebrejsky:  משה דיין, žil 20. května 1915 – 16. října 1981) byl izraelský generál a politik. Ve své vojenské kariéře dosáhl nejvyššího postu, a to náčelníka Generálního štábu Izraelských obranných sil, kde působil v letech 1953 až 1958. Po odchodu z armády se stal ministrem obrany a později ministrem zahraničních věcí.

## Mládí
Narodil se v kibucu Deganja Alef poblíž Galilejského jezera, na území tehdejší Osmanské říše (dnešního Izraele). Jeho rodiče Šmu'el a Debora byli židovští imigranti z ukrajinské části Ruského impéria. Otec Šmu'el Dajan imigroval do Palestiny v roce 1908 v rámci druhé aliji, pracoval jako dělník v Deganiji, patřil k zakladatelům mošavu Nahalal a po vzniku Izraele byl poslancem za vládní stranu Mapaj. Matka Debora (rozená Zatulovska) přišla do Palestiny v roce 1913 sama, jen se zvacím dopisem do kibucu, kde ji však nakonec nepřijali. Posléze se seznámila s budoucím manželem Šmu'elem, za kterého se v roce 1915 provdala. Kromě Mošeho, který byl jejich prvním synem, se jim narodila ještě dcera Aviva (* 1922) a syn Corik (* 1926). Corik Dajan zahynul během izraelské války za nezávislost v roce 1948 při bitvě o Ramat Jochanan (jeho syn Uzi Dajan, narozený ve stejný rok, kdy zemřel jeho otec, se v armádní hierarchii vypracoval na generála a zástupce náčelníka Generálního štábu).
Dajan se stal vůbec prvním dítětem narozeným v kibucu a byl pojmenován po devatenáctiletém Moše Barském, který byl před první světovou válkou zabit při arabském útoku. Jako dítě byl velmi nemocný, v důsledku těžkých podmínek, které v té době Palestina skýtala. Když mu byl rok, postihl jeho levé oko trachom, ve dvou letech téměř zemřel na zápal plic a v pěti letech onemocněl malárií. V roce 1921 se ve svých šesti letech přestěhoval s rodinou do prvního mošavu Nahalal, kde posléze vyrůstal a vystudoval základní a zemědělskou školu. Jako dítě pomáhal na farmě a díky kontaktu s Araby ze sousedních vesnic se naučil hovorovou arabštinu. Ve svých čtrnácti letech vstoupil v roce 1929 do židovské podzemní vojenské organizace Hagana.
V roce 1934 se ve škole seznámil se svou budoucí manželkou Rut Schwarzovou, jejíž otec byl úspěšný jeruzalémský právník. Ještě před svatbou s Rut se však na její návrh oženil s židovskou dívkou, která uprchla z Německa. Sňatek jí měl zajistit palestinský pas a zabránit tomu, aby byla poslána zpět do Německa. Po roce se s onou dívkou rozvedl a ve svých 20 letech se oženil s Rut. Po svatbě odjeli novomanželé do Spojeného království, kde Rutin otec zařídil Mošemu studium na London School of Economics. V důsledku jazykové a kulturní bariéry se však již po půl roce vrátili. Narodily se jim tři děti, dcera Ja'el (1939–2024) a synové Ehud (* 1942) a Asaf (1945–2014). Po 36 letech manželství se však Rut s Mošem v roce 1971 rozvedla.

## Vojenská kariéra
V souvislosti se stále rostoucí intenzitou arabských útoků souhlasila v roce 1936 britská administrativa se vznikem uniformovaných židovských pomocných stráží, takzvaným „ghaffirům“. Těch bylo zhruba tři tisíce, byli vybaveni lehkými zbraněmi a jejich operačním důstojníkem byl prosionisticky orientovaný britský kapitán Orde Wingate. Ghaffirové byli zároveň i členy Hagany (což v té době Britům nevadilo) a jedním z nich byl i Moše Dajan, který v této „židovské policii“ sloužil až do roku 1939, a to zejména v oblastech Jizre'elského údolí a Galileje.

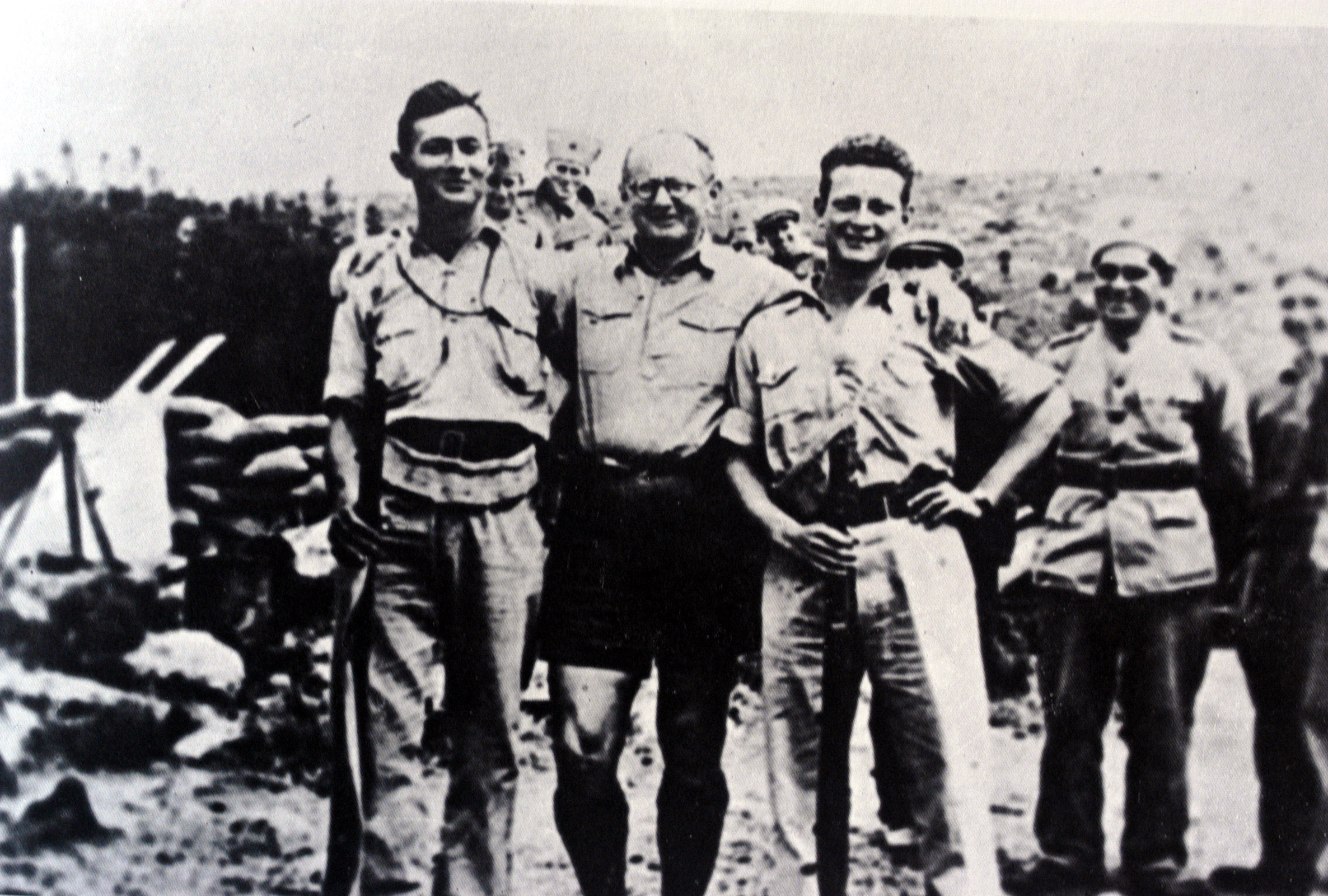
Dajan (vlevo) se svým přítelem Jigalem Alonem a Jicchakem Sadem v kibucu Chanita, 1938

V roce 1937 byl Wingate pověřen, aby židovské stráže zorganizoval do zvláštních nočních čet (hebrejsky: פלוגות הלילה המיוחדות, Plugot ha-lajlot ha-mejuchadot). Jedním z ghaffirů, které si vybral, byl i Moše Dajan. Tyto čety posléze Wingate učil zásadám partyzánské války a jejich úkolem bylo střežit významné cíle, jako byl ropovod z Haify do Mosulu a likvidovat arabské záškodnické skupiny. Součástí toho byly i útoky proti arabským rebelům, při nichž někdy infiltrovaly území Libanonu a Sýrie. V roce 1938 se stal velitelem jednotky v rámci úderného komanda Plugot Sade.

### Druhá světová válka
V roce 1939 však Britové, ve snaze získat větší podporu od Arabů, postavili Haganu mimo zákon a Dajan byl 5. října 1939 společně se svými 42 spolubojovníky zatčen za účast na důstojnickém kurzu tehdy Hagany. Následně byl britskou správou souzen za účast v podzemním hnutí a odsouzen na deset let odnětí svobody, které si měl odpykat ve vězení v Akku. Po šestnácti měsících však došlo ke změně britské politiky v souvislosti se zhoršující se válečnou situací na Blízkém východě a Dajan a jeho kolegové byli v únoru 1941 propuštění. Po propuštění vstoupil do Britské armády a o tři měsíce později Dajan vytvořil a vedl malou průzkumnou jednotku tvořenou 31 dobrovolníky Hagany, jejímž úkolem bylo získávat informace pro připravovanou spojeneckou invazi do Sýrie a Libanonu, které ovládala vichistická Francie.
Při jedné z těchto operací utrpěl vážný úraz oka, po němž byl nucen nosit černou klapku přes oko. Den před spojeneckou invazí, která proběhla 8. července 1941, překročila Dajanova jednotka, tvořená deseti Australany, pěti Židy a jedním Arabem, hranice, aby zajistila dva mosty přes řeku Lítání v jižním Libanonu. Druhý den ráno se ve 4.00 Dajan rozhodl z vlastní iniciativy dobýt nedalekou vichistickou policejní stanici. Po jejím dobytí se však vojáci dostali pod těžkou francouzskou palbu. Dajan se vyšplhal na střechu a pomocí dalekohledu mrtvého francouzského policisty hledal, odkud přichází střelba. Odlesk čočky dalekohledu však na něj upozornil francouzského odstřelovače, který Dajanův dalekohled zasáhl. Chajim Herzog naproti tomu uvádí, že byl Dajanův dalekohled zasažen „v průběhu rekognoskace postavení protivníka u mostu.“ Kulka však způsobila, že kovové a skleněné fragmenty zasáhly Dajanovo levé oko a způsobily vážné zranění. Než mohl být evakuován, uběhlo celkem šest hodin a Dajan nakonec přišel o oko. Kromě toho bylo poškození extraokulárních svalů natolik vážné, že Dajan nemohl nosit skleněné oko a byl nucen začít nosit oční klapku, která se stala natrvalo součástí jeho image. Během celé operace projevil Dajan mimořádnou statečnost a během jedné z bitev se mu podařilo zajmout dvanáct francouzských vojáků. Na základě doporučení australských důstojníků, pod kterými sloužil, obdržel jedno z nejvyšších britských válečných vyznamenání: Řád za vynikající službu.
Následující rok mu jeho handicap působil jak bolest při léčbě, tak psychické potíže v podobě ukončení aktivní služby v Haganě. V průběhu svého zotavování v nemocnici pracoval pro politické oddělení Židovské agentury, kde bylo jeho náplní práce organizovat dobrovolnické židovské výsadky v nacistické Evropě a v případě německé invaze řídit podzemní rádio. Poté, co hrozba německé invaze klesla, odešel do Nahalalu, kde farmařil. Stále ho však trápila jeho ztráta oka; jak uvedl ve své autobiografii: „S velkými obavami jsem přemýšlel o své budoucnosti, jako mrzák bez talentu, řemesla nebo zaměstnání pro zaopatření mé rodiny.“ Dodal, že byl „připraven vynaložit veškeré úsilí a podstoupit jakékoli utrpení, jen abych nemusel nosit černou klapku přes oko. Pozornost, kterou přitahovala, pro mne byla nesnesitelná. Raději jsem se zavřel doma a dělal cokoli, jen abych se nemusel setkávat s reakcemi lidí, kamkoli jsem šel.“

### Válka za nezávislost a izraelská armáda

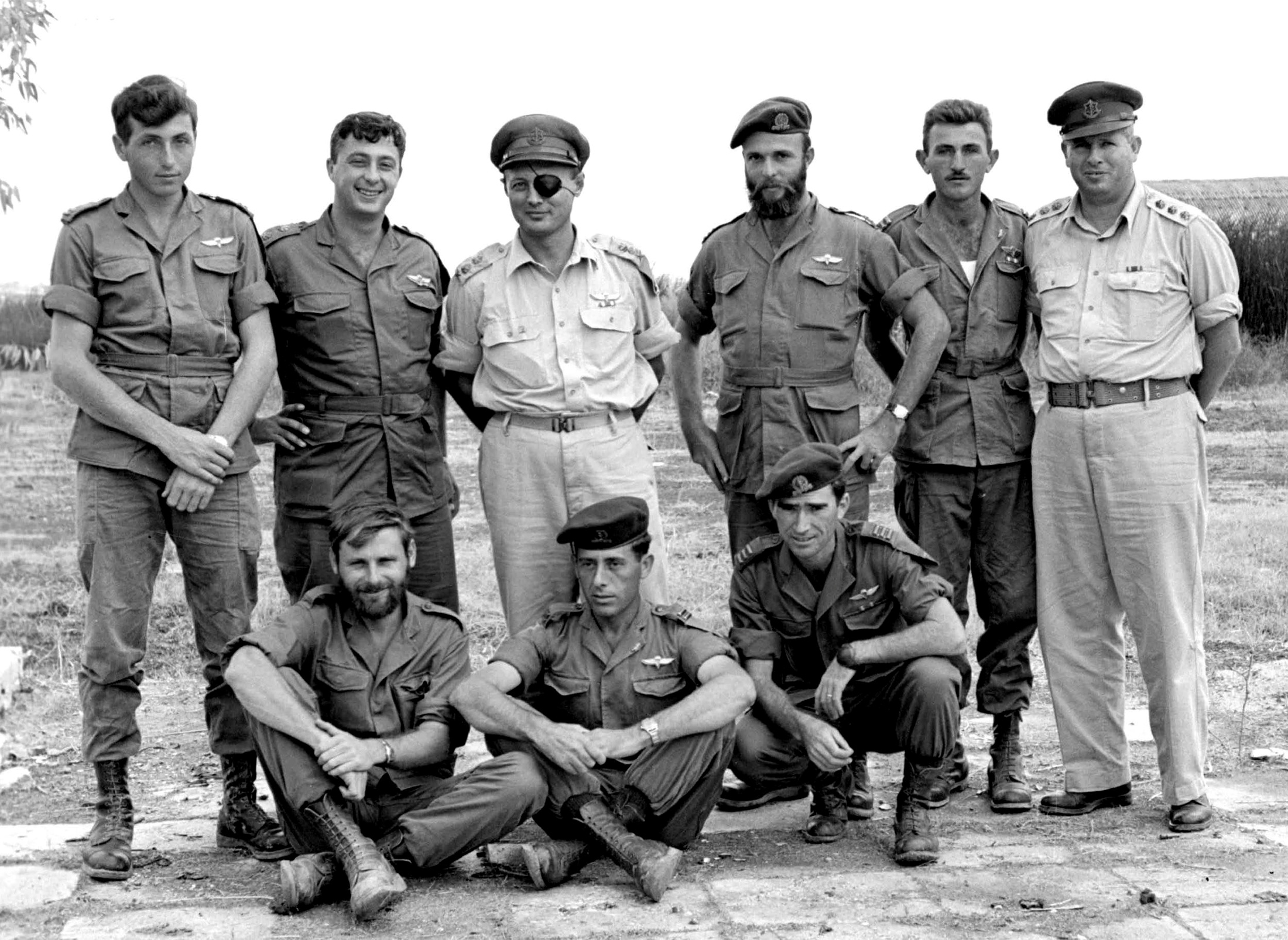
Náčelník Generálního štábu Moše Dajan (horní řada, třetí zleva) s vojáky 890. výsadkového praporu. Nalevo od něj stojí major Ariel Šaron, zcela vlevo Me'ir Har-Cijon (říjen 1955)

V květnu 1948 Izrael vyhlásil nezávislost a následující den jej napadly armády arabských států – začala první arabsko-izraelská válka. V té Dajan zastával hned několik pozic. Působil na jordánské frontě, kde velel obraně židovských osad v Jordánském údolí. Zúčastnil se rovněž operace Danny, ve které velel 89. mechanizovanému praporu, jenž vtrhl do arabské vesnice Lydda (dnešní Lod) a napomohl tak jejímu dobytí, a rovněž pomohl zabránit dalšímu egyptskému postupu na jižní frontě. V srpnu 1948 byl jmenován vojenským velitelem Jeruzaléma. Počátkem roku 1949 byl Moše Dajan členem izraelské delegace na jednáních o příměří s Jordánskem a Egyptem na řeckém ostrově Rhodos. Výsledkem byly dohody o příměří, které ukončily válečný stav se sousedícími státy.
Po válce postupně stoupal v armádní hierarchii. Nejdříve byl v roce 1949 jmenován velitelem Jižního velitelství, kde působil do roku 1951. Následující rok byl jmenován velitelem Severního velitelství. Rosenzweig v biografické knize Ariela Šarona uvádí: „Příchodem Moše Dajana do čela velitelství severní oblasti se zásadně změnilo ovzduší a metody boje proti arabským nájezdníkům. Nejenže znal dokonale tamní krajinu, protože se tu narodil a za druhé světové války ji jako voják celou křížem krážem prošel, ale fakt, že patřil k ‚aristokracii‘ socialistického sionismu, mu umožňoval přesně vycítit poměr sil na nejvyšších místech.“ Dajan měl navíc zastání v premiérovi Ben Gurionovi, který se i ve vládě stavěl na stranu vojáků, spíše než na stranu diplomatů, ztělesňovanou ministrem zahraničí Moše Šaretem. Šlo zejména o to, zdali na arabské útoky reagovat odvetou, či zda podat stížnost. Dajan i Ben Gurion byli zastánci odvety. A tak Rosenzweig (2008) zmiňuje událost, při které se měl Dajan Šarona dotázat, zdali by bylo možné unést dva vojáky Arabské legie (krátce předtím totiž Jordánci unesli dva izraelské vojáky). Druhý den již byli dva jordánští vojáci v izraelské cele, čímž Šaron Dajana ohromil.
Počátkem roku 1952 byl Dajan jmenován velitelem operací na Generálním štábu. Z této pozice stanovil rámec a poslání vznikající protiteroristické Jednotky 101, jejímž velitelem se stal Ariel Šaron. Rovněž tak byl v říjnu 1953 pověřen přípravou odvetné operace proti jordánské vesnici Kibíja na Západním břehu, která měla být základnou teroristů, kteří v Tel Avivu zabili matku a její dvě malé děti. Operace s kódovým názvem Šošana, jíž velel Šaron, však nedopadla podle očekávání. Šaronova jednotka ve vesnici vyhodila do povětří 45 domů s domněním, že jsou prázdné. Druhý den se však ukázalo, že nebyly, a že při operaci, pro kterou se vžil název Kibíjský masakr, zahynulo 69 osob, převážně civilistů.
Dajanův vzestup mu krom jeho mimořádných schopností usnadňovalo jeho přátelství s Ben Gurionem a Šimonem Peresem. Historička Orna Almogová, ve své knize Britain, Israel and the United States, 1955-1958: beyond Suez uvádí:
Pro Ben Guriona a jeho generaci představoval Dajan znovuzrozeného Žida, což byla představa v té době vysoce obdivovaná a podporovaná. Diasporní Žid představoval minulost, bezmocnost a utrpení, zatímco sabrové symbolizovali budoucnost, znovuzrození, odvahu a naději.
Orna Almogová, Britain, Israel and the United States, 1955-1958: beyond Suez
Vrcholu v armádní hierarchii dosáhl 6. prosince 1953, kdy byl jmenován náčelníkem Generálního štábu izraelské armády. Jedním z Dajanových rozhodnutí v nové funkci bylo, že „všichni důstojníci musí být vycvičeni v seskoku padákem.“ V souladu s jeho filosofií „nikdy neposlat vojáka někam, kam by nešel sám,“ se rozhodl jít důstojníkům příkladem a absolvoval noční seskok, při němž si však zlomil koleno. Po převzetí velení armády vypracoval Dajan hlavní reorganizaci izraelské armády, která mimo jiné zahrnovala:
- posílení bojových jednotek na účet administrativy
- vznik zpravodajského a výcvikového útvaru izraelské armády
- vzdání se aktivit, jako je obchodování a zprostředkování, ve prospěch ministerstva vnitra
- přepracování mobilizačního schématu a zajištění vyhrazení adekvátního vybavení
- vznik vojenské akademie pro důstojníky o hodnosti vyšší než major
- vyzdvižení úderných sil (letectvo, tanky) a výcvik speciálních jednotek
- vytvoření GADNY, vojenského výcviku pro mladé.

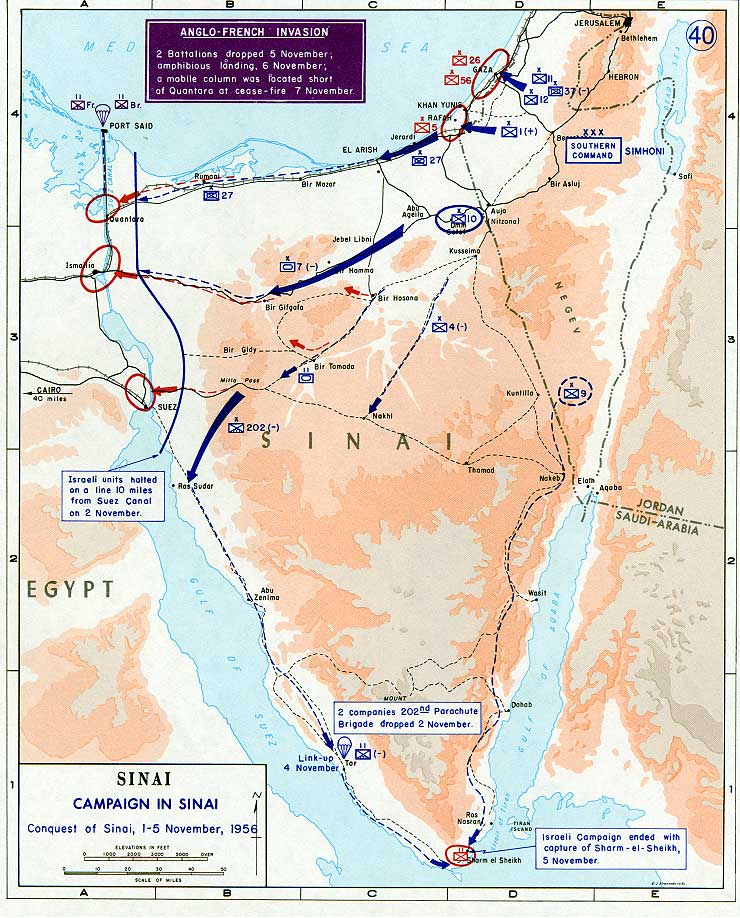
Vojenská mapa znázorňující izraelské dobytí Sinajského poloostrova během Sinajské války

I v pozici náčelníka Generálního štábu zastával názor, že na arabské teroristické útoky proti Izraelcům by mělo být reagováno tvrdými odvetnými opatřeními a v tomto názoru měl i nadále oporu v premiérovi Ben Gurionovi. Některé odvety však nebyly úspěšné, jako například v Husanu a Kalkiliji roku 1956 a nakonec i sám Dajan v roce 1957 uznal, že „Izraelská armáda dospěla ke konci kapitoly nočních odvetných akcí.“
V září roku 1956, dva měsíce poté, co egyptský prezident Gamál Násir znárodnil Suezský průplav, byl Dajan součástí izraelské delegace na tajných jednáních ve Francii. Cílem těchto jednání byl možný izraelský útok proti Násirovi podporovaný Francií a nákup francouzských zbraní. Následná budoucí jednání dohodla izraelsko-britsko-francouzský útok, později známý jako Sinajská válka. Dajan sám vymyslel operační plán celé války, jenž spočíval ve využití výsadkářů, kteří byli vysazeni poblíž průsmyku Mitla a Suezského průplavu, a obrněných jednotek, které by postupovaly dvěma směry: západním směrem po pobřežní silnici k průplavu a jižním směrem podél Akabského zálivu k Šarm aš-Šajchu. Podle dohodnutého scénáře (tzv. Sèvreský protokol) měla válka probíhat tak, že Izrael, v reakci na neustávající teroristické útoky z pásma Gazy a uzavřenou Tiranskou úžinu, podnikne vojenské tažení, během kterého obsadí celý Sinajský poloostrov a dostane se až 16 kilometrů k Suezskému průplavu. V tom okamžiku zasáhne Francie se Spojeným královstvím, jež budou požadovat stažení obou válčících stran z prostoru průplavu a budou intervenovat. Izraelská část se kompletně zdařila. Válka vypukla 29. října a Izrael při ní postupně obsadil celý poloostrov a nakonec dobyl i Šarm aš-Šajch a umožnil tak izraelským lodím plout Akabským zálivem. Britská a francouzská část však tak úspěšná nebyla. Oba státy sice zahájily operace v Suezském průplavu, ale kvůli nátlaku Spojených států se musely stáhnout. Veškeré operace byly ukončeny 6. listopadu. Britsko-francouzský neúspěch měl nakonec za následek vážné poškození jejich velmocenského postavení. Pro Izrael ovšem válka znamenala velké vítězství. V březnu 1957 se postupně jeho jednotky stáhly ze Sinaje, kde je nahradily mírové jednotky OSN mise UNEF (United Nations Emergency Force). Díky výsledkům války a rozmístění pohotovostních sil OSN nedošlo v následujícím desetiletím „prakticky k žádným výpadům fedajínů do Izraele“.
Sinajskému tažení, které Dajan naplánoval, se dostalo uznání ve vojenských historických kruzích. Britský vojenský historik, kapitán Liddell Hart, vyzdvihl použití strategie nepřímého úderu a „charakterizoval úvodní manévr vojsky na Sinaji jako jednu z jejích nejbrilantnějších ukázek v dějinách vojenství a plán sinajského tažení označil za ‚umělecké dílo‘“. Při válce málem přišel o život, když se svou spojkou procházel opuštěnou vojenskou nemocnicí v al-Ariši a při pohledu z okna na něj začal střílet egyptský voják, který jeho pobočníka zastřelil.
Dajanův úspěch během války však poznamenal spor s jeho někdejším oblíbencem Šaronem, kterého obvinil z úskoku. Ten během války dostal rozkaz neútočit na dobře střežený průsmyk Mitla a získal povolení vyslat pouze malou průzkumnou jednotku. Namísto toho Šaron vyslal velký útvar o velikosti dvou rot, vedených majorem Mordechajem Gurem, který ale padl do léčky a musel být zachráněn zbytkem brigády. Při zbytečném útoku tak zahynulo 38 izraelských vojáků a dalších 120 bylo zraněno.

## Politická kariéra
Po odchodu z armády vstoupil do politiky a ve volbách v roce 1959 byl za stranu Mapaj zvolen poslancem Knesetu. V Ben Gurionově vládě byl jmenován ministrem zemědělství a v této funkci působil až do roku 1964. Mezi tím došlo v důsledku Ben Gurionovy rezignace ke změně na postu premiéra, jímž se stal Levi Eškol. V říjnu 1964 nakonec v důsledku rozporů s novým premiérem rezignoval a připojil se k Ben Gurionem nově založené straně Rafi. Následující premiér Izraele Levi Eškol se s Dajanem nesnášel, nicméně v roce 1967 uznal, že je neúnosné, aby jakožto nevoják nadále osobně zastával post ministra obrany a krátce před propuknutím Šestidenní války, navzdory osobní řevnivosti, jej jmenoval ministrem obrany.

### Ministr obrany
Dajanův podíl na plánování šestidenní války byl sice minimální, nicméně i tak byl jeho význam enormní. Kromě toho, že se jako ministr obrany podílel na řízení pozdních fází operací a že měl velký vliv na vládní rozhodnutí ovlivňující průběh bojů, udělal mnoho pro pozvednutí morálky vojska a obrazu Izraele a jeho armády v průběhu konfliktu. Jeho skvělé vystupování mu vyneslo u veřejnosti takovou popularitu, že se stal jedním z vážných kandidátů na post premiéra.
Po ukončení války stanul v čele skupiny ministrů-jestřábů, kteří odmítali opustit dobytá území. Později však svůj názor přehodnotil (zejména po jomkipurské válce) a hrál velkou úlohu při mírových jednáních s arabskými sousedy.
Když po smrti Leviho Eškola stanula v čele Izraele Golda Meirová, Dajan setrval na pozici ministra obrany. Byl tedy částečně zodpovědný za hrubé podcenění válečných příprav Egypta a Sýrie a chybná vyhodnocení varovných signálů, kterých bylo k dispozici více než dost, což spolu s dalšími okolnostmi vyústilo v katastrofální porážky a velké ztráty izraelské armády v prvních dnech jomkipurské války (hlavní odpovědnost ovšem nesly zpravodajské služby). Po dvou dnech, kdy situace nazrávala ke kolapsu, Dajan začal panikařit. Jeho slova o „pádu Třetího chrámu“ notně vyděsila jeho okolí, naštěstí nebyla řečena na oficiální tiskové konferenci, kde mu premiérka prozíravě vzala slovo. Dajan viděl situaci tak černě, že začal otevřeně mluvit o použití zbraní hromadného ničení proti arabským cílům a údajně požádal Goldu Meirovou o předběžný souhlas s použitím jaderných zbraní v případě potřeby.
Dajan posléze situaci zvládl a řídil akce izraelských jednotek po zbytek války až do příměří, které si SSSR vynutil pod přímou hrozbou vojenské intervence, aby zachránil arabskou stranu před úplným rozdrcením. Tento úspěch však nezměnil nic na faktu, že Dajan přišel o značnou část svého kreditu a posléze musel rezignovat i s Goldou Meirovou.

### Ministr zahraničních věcí
Jomkipurská válka a následná vynucená rezignace přiměly Dajana, aby se na čas stáhl z politického života. V roce 1976 se dočasně stal vydavatelem nového deníku ha-Jom ha-ze, jehož vydávání ale bylo po několika měsících pro neúspěch zastaveno. Posléze se ještě na čas vrátil do politiky jako ministr zahraničí za stranu Likud. Zemřel v roce 1981 na rakovinu tlustého střeva.